# العلاقات الهندية الكوبية
العلاقات الهندية الكوبية هي العلاقات الثنائية التي تجمع بين الهند وكوبا.

## مقارنة بين البلدين
هذه مقارنة عامة ومرجعية للدولتين:
| وجه المقارنة                                              | الهند                       | كوبا                              |
| --------------------------------------------------------- | --------------------------- | --------------------------------- |
| المساحة (كم2)                                             | 3.29 مليون                  | 109.88 ألف                        |
| عدد السكان (نسمة)                                         | 1.35 مليار                  | 11.48 مليون                       |
| الكثافة السكانية (ن./كم²)                                 | 410.33                      | 104.48                            |
| العاصمة                                                   | نيودلهي                     | هافانا                            |
| اللغة الرسمية                                             | اللغة الهندية، لغة إنجليزية | اللغة الإسبانية                   |
| العملة                                                    | روبية هندية                 | بيزو كوبي، بيزو كوبي قابل للتحويل |
| الناتج المحلي الإجمالي (بليون دولار)                      | 2.60 تريليون                | 87.13 مليار                       |
| الناتج المحلي الإجمالي (تعادل القوة الشرائية) بليون دولار | 8.00 تريليون                |                                   |
| الناتج المحلي الإجمالي الاسمي للفرد دولار أمريكي          | 1.60 ألف                    |                                   |
| الناتج المحلي الإجمالي للفرد دولار أمريكي                 | 5.70 ألف                    |                                   |
| مؤشر التنمية البشرية                                      | 0.609                       | 0.769                             |
| رمز المكالمات الدولي                                      | +91                         | +53                               |
| رمز الإنترنت                                              | .in، .भारत ‏، .بھارت ‏،        | .cu                               |
| المنطقة الزمنية                                           | ت ع م+05:30، توقيت الهند    | 00                                |

## منظمات دولية مشتركة
يشترك البلدان في عضوية مجموعة من المنظمات الدولية، منها:
| علم المنظمة | اسم المنظمة                   | تاريخ انضمام الهند | تاريخ انضمام كوبا |
| ----------- | ----------------------------- | ------------------ | ----------------- |
|             | يونسكو                        | 4 نوفمبر 1946      | 29 أغسطس 1947     |
|             | منظمة حظر الأسلحة الكيميائية  | ?                  | ?                 |
|             | منظمة التجارة العالمية        | 1995               | ?                 |
|             | الاتحاد البريدي العالمي       | ?                  | ?                 |
|             | منظمة الشرطة الجنائية الدولية | ?                  | ?                 |
|             | الأمم المتحدة                 | 30 أكتوبر 1945     | 24 أكتوبر 1945    |
|             | الاتحاد الدولي للاتصالات      | 1869               | 16 يناير 1918     |
|             | المنظمة الهيدروغرافية الدولية | ?                  | ?                 |

## وصلات خارجية
- موقع وزارة الخارجية الهندية
- موقع وزارة الخارجية الكوبية